# Amorphophallus minor
Amorphophallus minor är en kallaväxtart som beskrevs av Henry Nicholas Ridley. Amorphophallus minor ingår i släktet Amorphophallus och familjen kallaväxter. Inga underarter finns listade.